# Xylophanes nabuchodonosor
Xylophanes nabuchodonosor is een vlinder uit de familie van de pijlstaarten (Sphingidae). De wetenschappelijke naam van de soort werd in 1904 gepubliceerd door Charles Oberthür.